# Jamie Ashdown
Jamie Lawrence Ashdown (ur. 30 listopada 1980 w Reading) – angielski piłkarz występujący na pozycji bramkarza.

## Kariera
Ashdown jest wychowankiem Reading, gdzie występował w zespołach juniorskich. Do pierwszego zespołu został włączony w 1998 roku. Zadebiutował tam 12 września 2000 roku w meczu Football League One z Oldham Athletic, wygranym 5:0. W marcu 2001 roku został wypożyczony do Gravesend & Northfleet, gdzie przebywał przez miesiąc.
28 marca 2002 roku został wypożyczony do końca sezonu do Arsenalu z powodu niedyspozycji Stuarta Taylora. Wcześniej przebywał na testach w tym zespole i rozegrał jedno spotkanie w zespole rezerw. 23 sierpnia został wypożyczony do Bournemouth. W klubie tym zadebiutował 27 sierpnia w ligowym meczu z Oxford United (1:1). Do 1 września rozegrał w Bournemouth jeszcze jeden mecz, po czym z powodu kontuzji powrócił do Reading. Do końca sezonu 2002/2003 rozegrał w swoim klubie jeden mecz.
13 listopada 2003 roku został wypożyczony na jeden miesiąc do Rushden & Diamonds. Zadebiutował tam dwa dni później w meczu League One z Hartlepool United, przegranym 2:1. Po uprzednim otrzymaniu pozwolenia przez zespół Reading, w grudniu okres wypożyczenia Ashdowna został przedłużony do 10 stycznia 2004 roku, zaś następnie do końca sezonu. Ostatecznie do Reading powrócił 15 marca 2004 roku z powodu kontuzji kolana Marcusa Hahnemanna. Łącznie dla Rushden & Diamonds rozegrał 19 meczów. Po powrocie rozegrał dziesięć meczów w Reading.
Po wygaśnięciu kontraktu, latem 2004 roku przeszedł do Portsmouth. W klubie tym zadebiutował 21 września w wygranym 1:0 meczu Pucharu Ligi z Tranmere Rovers. 20 listopada po raz pierwszy zagrał w Premier League dla Portsmouth. Wystąpił wówczas w przegranym 3:1 spotkaniu z Manchesterem City. Łącznie w sezonie 2004/2005 rozegrał 16 meczów w lidze, rok później wystąpił 17-krotnie.
20 października 2006 roku został wypożyczony na jeden miesiąc do Norwich City. W tym czasie rozegrał tam dwa mecze – 21 października z Cardiff City (wygrana 1:0) oraz tydzień później ze Stoke City (porażka 5:0). W sezonie 2006/2007 nie rozegrał żadnego meczu dla Portsmouth. Pierwszym bramkarzem klubu był David James. Mimo to, 28 stycznia 2007 roku przedłużył kontrakt o dwa lata – do roku 2010. W roku 2008 wraz ze swoim zespołem zdobył Puchar Anglii po zwycięstwie w finale nad Cardiff City. Mimo iż nie zagrał w żadnym meczu w tych rozgrywkach otrzymał medal za zwycięstwo, jednak został on później skradziony.